# Ashanti (cantora)
Ashanti Shequoiya Douglas (Glen Cove, 13 de outubro de 1980) é uma cantora, compositora, produtora musical e atriz norte-americana. Ela foi descoberta quando adolescente pelo produtor musical Irv Gotti, e assinou com sua gravadora Murder Inc. Records, uma subsidiária da Def Jam Recordings, em 2002. Nesse mesmo ano, Ashanti participou das canções "What's Luv?", de Fat Joe, e "Always on Time", do companheiro de gravadora Ja Rule, as quais alcançaram a segunda e a primeira posição da Billboard Hot 100, respectivamente; a última, junto com seu single de estreia, "Foolish" (2002), lhe tornaram a primeira artista feminina a ocupar as duas primeiras posições da tabela simultaneamente.
Seu álbum de estreia homônimo (2002) estreou no topo da Billboard 200, recebeu o certificado de platina tripla da Recording Industry Association of America (RIAA), venceu o prêmio de Melhor Álbum de R&B Contemporâneo no 45.º Grammy Awards e produziu os sucessos "Foolish", "Happy" e "Baby". Ela escreveu e forneceu vocais de apoio para a canção "Ain't It Funny (Murder Remix)" (2002) de Jennifer Lopez, que liderou a Billboard Hot 100. Seu segundo álbum, Chapter II (2003), tornou-se seu segundo a conquistar o topo da Billboard 200 e recebeu o certificado de platina da RIAA. O álbum recebeu seis indicações ao 46.º Grammy Awards, ao passo que os singles "Rock wit U (Awww Baby)" e "Rain on Me" atingiram a segunda e a sétima posição da Billboard Hot 100, respectivamente. Seu terceiro álbum, Ashanti's Christmas, foi lançado naquele mesmo ano como um álbum natalino; foi recebido com um declínio crítico e comercial acentuado.
O quarto álbum de Ashanti, Concrete Rose (2004), estreou na sétima posição da Billboard 200, apesar das avaliações mistas dos críticos musicais. O primeiro single, "Only U", alcançou a 13ª posição da Billboard Hot 100 e a segunda colocação da tabela de singles britânica—sua canção mais bem sucedida no país. O segundo single, "Don't Let Them", teve sucesso limitado devido a problemas legais da Def Jam com Irv Gotti. Seu quinto álbum, The Declaration (2008), foi recebido de forma moderada e se tornou seu último lançamento em uma gravadora grande; seu sexto álbum, Braveheart (2014), foi lançado de forma independente.
Ashanti atuou em múltiplas produções, iniciando os trabalhos como atriz no filme Coach Carter e no especial de televisão The Muppets' Wizard of Oz (ambos de 2005), o último dos quais atraiu quase oito milhões de telespectadores. Ela também apareceu em John Tucker Must Die (2006) e Resident Evil: Extinction (2007). Ashanti vendeu mais de 30 milhões de discos mundialmente.

## Biografia
Ashanti Shequoiya Douglas nasceu no dia 13 de outubro de 1980, em Glen Cove, Nova Iorque. Sua mãe Tina Douglas, é uma ex-professora de dança, e seu pai Ken-Kaide Thomas Douglas, é um ex-cantor. Seu avô se chamava James durante 1960, ele era uns dos advogados ativistas associado a Martin Luther King, Jr.. Ashanti teve aulas de dança e se juntou ao coro de sua igreja quando jovem. Seu nome Ashanti deriva da antiga nação Império Ashanti. Depois de se formar no ensino médio, Ashanti foi aceito na Universidade de Hampton & Princeton, mas recusou a oferta de se tornar uma estudante universitária para se tornar uma 'artista do R&B. Durante a busca pela fama, ele se aperfeiçoou como dançarina e foi estudar em Bernice Johnson Cultural Arts Center, onde estudou diferentes estilos de dança, incluindo jazz,balé e hip hop.
Quando Ashanti tinha 16 anos, ela foi descoberta pelo empresário "Diddy", inicialmente ela foi para a gravadora Bad Boy Records e cantou uma música de Mary J. Blige, e impressionaram pela habilidade vocal dela, no final, devido a um mau contrato, Ashanti não assinou com Diddy. Isto levou a um contrato com a gravadora Jive Records em 1997. Essa relação estranhou quando Jive tentou fazer de Ashanti uma cantora pop. Diddy puxou uma garrafa e disse-lhe que era sua nova fragrância, que ele disse que amava. Ashanti após cheirar a fragrância disse "Oh, isso fede, eu odiei!". Diddy afirmando que era um teste para avaliar o seu carácter. Depois de alguns anos, Ashanti assinou com a The Inc. Records, e lança o seu primeiro álbum em 2002 chamado Ashanti. Ashanti posteriormente se envolveu em trabalhos escolares, como na equipe de atletismo de sua escola, Ela pertencia ao clube Inglês, onde ela começou a escrever poesias, ela também estava no clube de teatro e atuou em algumas peças. Ela colocou a Epic Records de lado e focou em sua faculdade, Porém cada fez o prazo ia se aproximando para assinar o contrato. No entanto, as mudanças na gestão da gravadora foram feitas rapidamente e Ashanti ficou numa baixa prioridade.

## Carreira

### 2001-03:Ashanti,Chapter II e Ashanti's Christmas
Ashanti foi notado pela primeira vez pela Irv Gotti por causa de suas habilidades vocais. Ashanti, inicialmente, pediu-lhe para produzir algumas músicas demo para ela gravar,mas Gotti tinha uma ideia diferente. Ashanti foi apresentado pela primeira vez como vocalista, Numa canção do rapper Big Pun na canção "How We Roll" como uma voz de fundo. Em 2001, ela entrou para a trilha sonora do filme Velozes e Furiosos como artista convidado no remake da canção de Madonna intitulada "Justife My Love" porém numa versão Hip-Hop /R&B, juntamente com a cantora Vita; e na faixa solo, "When a Man Does Wrong". Ela fez backing vocal para Jennifer Lopez em "I'm Real (Murder Remix)" e escreveu e fez backing vocal para a música "Ain't It Funny (Murder Remix)" música cantada por Jennifer Lopez e Ja Rule. Ela fez duetos um deles foi com o rapper Fat Joe na canção "What's Luv?"  e outro com Ja Rule em "Always On Time". Ambos foram lançados simultaneamente e tornaram-se dois dos maiores sucessos de 2002. Ashanti tornou-se a primeira mulher a ocupar as duas primeiras posições sobre as tabelas músicas da Billboard 100 Hot nos EUA, simultaneamente quando "Always On Time" e "What's Luv?" ficavam em primeiro e segundo lugar, respectivamente.

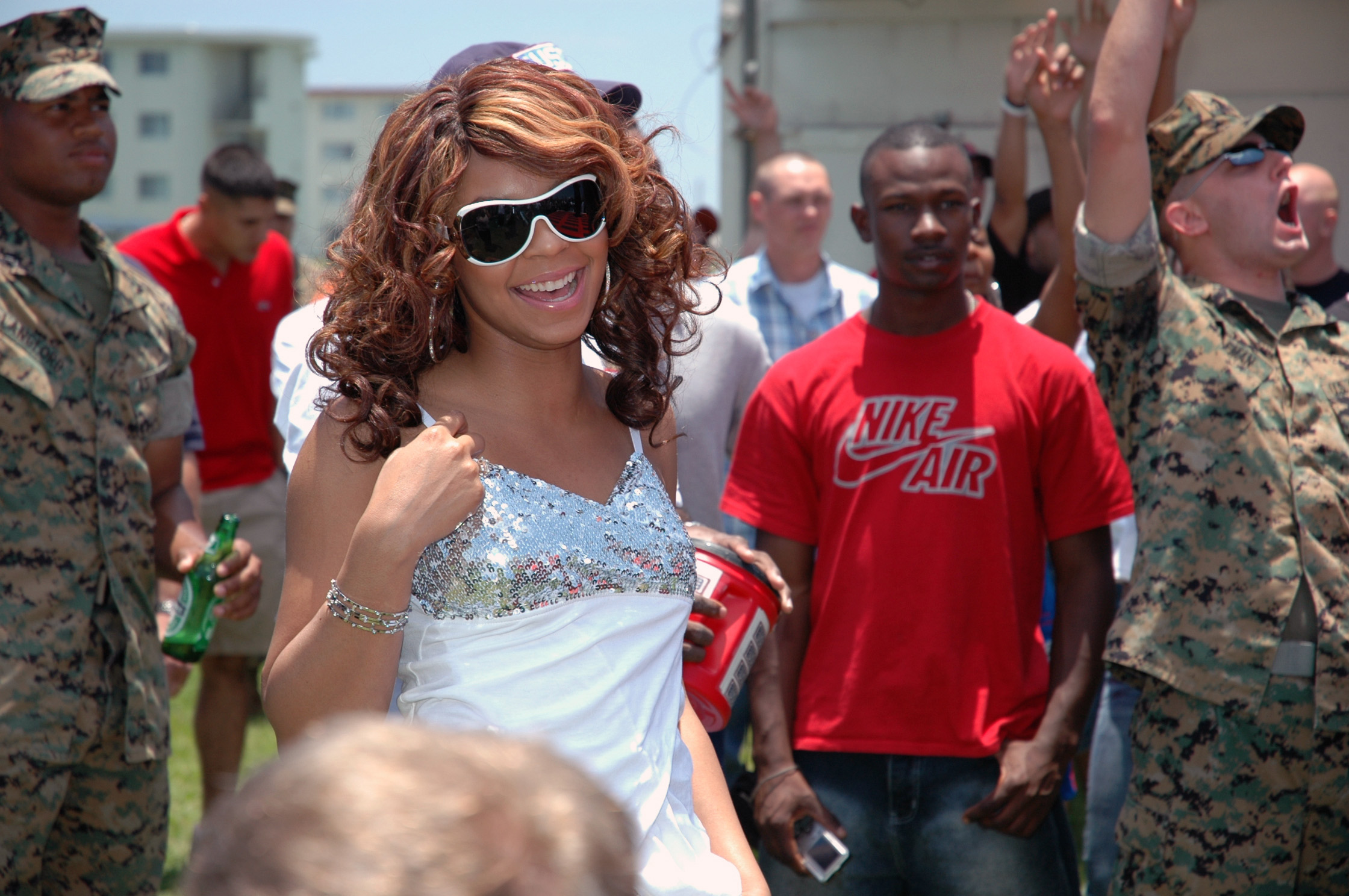
Ashanti em 2005 no Japão

Após o sucesso de suas colaborações com Ja Rule e Fat Joe, Ashanti lançou seu single de estreia, "Foolish" que acabou virando hit de 2002, permanecendo em 1° lugar por 10 semanas nos gráficos da Billboard Hot 100 nos EUA. Seu álbum de estréia auto-intitulado ''Ashanti'' foi lançado pelas gravadoras Irv Gotti e Murder Inc.  e lançando no dia 2 de Abril de 2002 nos EUA. Ele estreou em bons números no Billboard 200. O álbum foi certificado três vezes em platina nos Estados Unidos e vendeu mais de seis milhões de cópias em todo o mundo. "Happy" foi escolhido como o segundo single do álbum e "Baby" como o terceiro single. Eles não tiveram muito sucesso como o primeiro single "Foolish", mas ambos atingiu o Top 20 nos EUA. Durante o verão de 2002, Ashanti apareceu na canção de Ja Rule "Down 4 Ya", juntamente com rappers feminista Vita e Charli Baltimore, aparecendo na compilação de Murder Inc. "Irv Gotti Presents The Inc". O álbum de estreia  lhe rendeu muitos prêmios, incluindo oito Billboard Music Awards , dois American Music Awards e um Grammy em 2003 por Melhor álbum de R&B Contemporâneo. Ela foi indicada como Melhor Artista Revelação e "Foolish" foi nomeado na categoria Melhor Performance Feminina de R & B. FHM foi creditada como a "mulher mais sexy Music", em 2002.
Ela também recebeu um prêmio Comet e dois Soul Train Music Awards essa mesma ano.  Em 2003, Ja Rule e Ashanti colaborado em outra canção de sucesso, "Mesmerize", o videoclipe é uma paródia de uma cena do filme Grease. Em fevereiro de 2003, o álbum de estréia auto-intitulado ganhou seu primeiro Grammy para Melhor Álbum de R&B Contemporâneo. Em 02 de maio de 2002 Ashanti recebeu a chave da cidade de Glen Cove, Nova Iorque (sua cidade natal), O dia foi nomeado como ''Ashanti Day''; Ashanti também recebeu a chave da cidade de Atlantic City, New Jersey (ela foi coroada princesa do hip hop e R&B). Em julho de 2003, Ashanti lançou seu segundo álbum, Chapter II , que estreou  em primeiro lugar no Billboard 200, vendendo mais de 326.000 cópias em sua primeira semana nos EUA. O álbum foi certificado em platina, vendendo mais de 1,5 milhões de cópias nos Estados Unidos. O primeiro single do álbum foi "Rock wit U (Awww Baby)", alcançando o segunda lugar número nas paradas dos EUA. Seu vídeoclipe, que mostrou Ashanti em um biquíni brincando em uma praia e montando um elefante chamado Bubbles, foi indicado a dois prêmios no MTV video Music Awards em 2003. O segundo single foi "Rain on Me", o single atingiu a sétima posição na Billboard Hot 100 e o top 20 no Reino Unido. Em 2004, a música recebeu uma indicação ao Grammy Awards na categoria Best Female R&B Vocal Performance. O videoclipe foi dirigido por Hype Williams e co-estrelado por Larenz Tate, No Ashanti retrata uma jovem problemática em um relacionamento abusivo, Sua canção e letras combina com visuais de William para transmitir o poder e horror do ciclo da violência doméstica. Em todo o mundo, o álbum foi o mais bem sucedido, O álbum vendeu mais de 8 milhões de cópias em todo o mundo. Nesse mesmo ano, ela começou a namorar rapper Nelly. Em novembro de 2003, Ashanti lançou seu primeiro álbum natalino intitulado Ashanti's Christmas. O álbum contém 10 canções de Natal, seis covers clássicos e quatro, escritas por ela.O  O álbum foi um fracasso de vendas, chegando ao número 160 em o Estados Unidos e número 456 no Reino Unido. Ele vendeu apenas cerca de 100.000 unidades em os EUA. Naquela época, o FBI estava investigando a gravadora de Ashanti, The Inc. Records , porque, supostamente, o registro foi financiado pelo dinheiro da droga.

### 2004-07: Concrete Rose, Collectibles by Ashanti

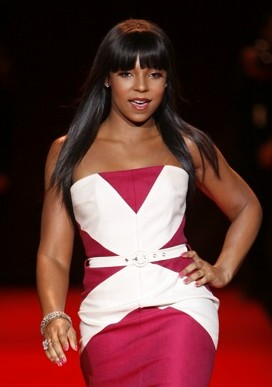
Ashanti desfilando em 2008

Em 2004 Ashanti voltou para o cenário musical depois de um breve descanso, participando de programas de televisão nos Estados Unidos como "VH1 Divas", ou no Reino Unido, como em "Top Of The Pops" ou "CD: UK". Antes de Concrete Rose ser lançado, Ashanti fez uma grande promoção para o seu single "Only U", quando ela estreou-lo em 2004 Vibe Music Awards .  Ashanti colaborou com o cantor Lloyd  na canção "Southside", alcançando o 25° lugar, No mesmo ano colaborou com os rappers Ja Rule e R. Kelly intitulado "Wonderful", alcançando o primeiro lugar no Reino Unido e nos EUA. Em adições, ela colaborou com o rapper Shyne no single "Jimmy Choo", sendo um fracasso nas listas de vendas norte-americanas.
Em dezembro de 2004, Ashanti lançou seu terceiro álbum de estúdio intitulado, Concrete Rose. O álbum estreou no em 7° lugar nos EUA vendendo em sua primeira semana um total de 254.000 cópias e eventualmente se tornou seu terceiro álbum de platina certificado. O primeiro single foi o "Only U", que brevemente ganhou certificado em ouro, o single atingiu o número treze na Billboard Hot 100. O segundo single o ''Don't Let Them'', o single recebeu pouco sucesso na paradas, logo depois a gravadora Def Jam recusou-se a financiar um videoclipe devido a problemas ilegais da Irv Gotti de lavagem de dinheiro. Ashanti usou seu próprio dinheiro para gravar o segundo videoclipe para seus fãs, com Gotti atuando como diretor.  Após o lançamento de Concrete Rose, Ashanti lançou o DVD Ashanti: The Making of a Star, que estava disponível apenas por tempo limitado. O DVD deluxe inclui fotos exclusiva e filmagens, música de três álbunsː Ashanti , Chapter II e Concrete Rose , filmagens de concertos especiais, performances e entrevistas. Em 6 de Dezembro de 2005 lançou um álbum de compilação chamll e Method Man . O álbum foi uma oportunidade para ela cumprir o seu contrato com a Def Jam, e não se saiu bem nas paradas.
Em janeiro de 2005, ela fez sua estréia no cinema atuando no filme Coach Carter ao lado de Samuel L. Jackson, Ela interpretou uma adolescente grávida chamada Kyra que tem de decidir se quer ou não abortar o feto.Ashanti vencer a Hilary Duff e Jessica Simpson para estrelar como Dorothy Gale no filme The Muppets' Wizard of Oz. em 2006, ela estrelou na comédia adolescente John Tucker Must Die.Ashanti também pode ser atuou em Buffy the Vampire Slayer na 7 ª Temporada  no episódio 14: " First Date " e em Sabrina the Teenage Witch na 7 ª Temporada no Episódio 3: "Call Me Crazy". Em 2007 atou no filme Resident Evil: Extinction como a enfermeira Betty,m 2006, Ashanti anunciou que iria lançar um livro intitulado Ashanti Style with Jump at the Sun.

### 2008–10: The Declaration e The Wiz

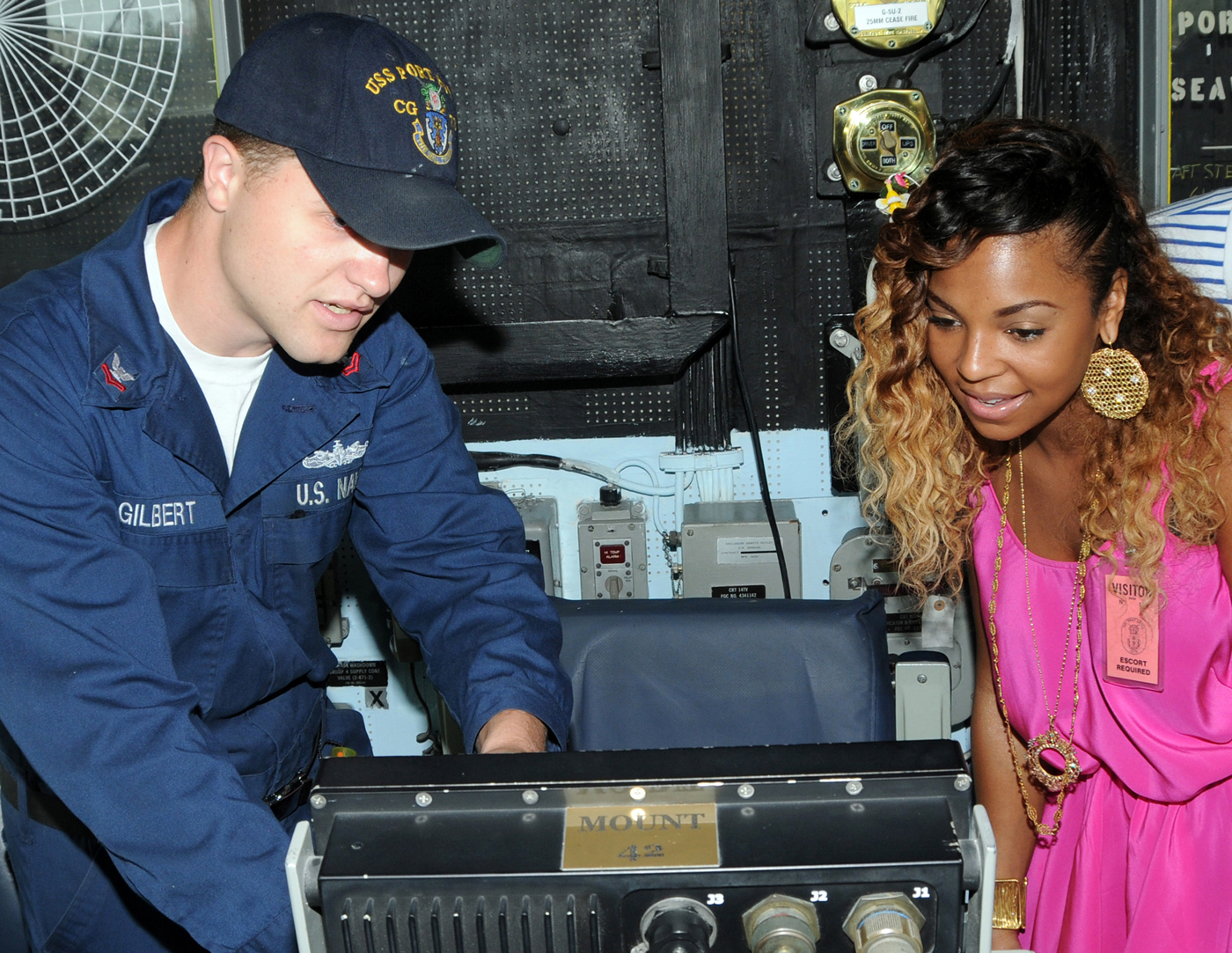
Ashanti em 2009.

Seu quarto álbum de estúdio The Declaration, foi lançado em 03 de junho de 2008,e vendeu 86.000 unidades na primeira semana de lançamento O álbum recebeu críticas positivas e negativas dos críticos. Dan Gennoe do Yahoo music ficou impressionado dizendo que o álbum pode ser "o melhor álbum da carreira de Ashanti" mas que o seu álbum também pode ser "negligenciado". Shanel Odum da revista Vibe fez uma avaliação mista para o álbum, dizendo que "mais da metade do álbum é morno" e que a faixa-título do álbum é "diamante bruto". O  primeiro single foi "Hey Baby (After the Club)" chegou ao número oitenta e sete na Billboard. Em 26 de Janeiro de 2008 lançou o segundo single "The Way That I Love You" Essa canção foi escrita apenas por Ashanti, ela chegou a descrever a sua canção como muito dramática, dolorosa e emotiva. A canção Body on Me'' não só para o álbum de Ashanti The Declaration foi também para o álbum do rapper Nelly Brass Knuckles ambas tem a participação do cantor Akon. A faixa é produzida por Akon e Giorgio Tuinfort. A canção ''Good Good'' foi lançado nas estações de rádios em 16 de julho de 2008.  Em 24 de setembro de 2009, Ashanti anunciou seu quinto álbum de estúdio seria libertado pela sua nova gravadora,  Written Entertainment. Ashanti atuou na peça The Wiz entre 12 de junho a 5 Julho de 2009. O papel de Ashanti como Dorothy, desde então, recebeu críticas mistas dos críticos como a maioria elogiou sua voz, mas estava menos satisfeito com sua capacidade de atuar.

### 2011–presente:Braveheart, eChapter VI
Ashanti confirmou via Twitter, Que estava atualmente estava trabalhando em seu quinto álbum, que está será liberado através de sua própria gravadora Written Entertainment. A data de lançamento estava prevista para 17 abril de 2012, no entanto, a data de lançamento foi adiada para 19 de junho de 2012. Mais tarde, foi adiada mais uma vez, com uma nova data de lançamento em 28 de agosto de 2012. O álbum, em seguida, foi adiado de volta a 29 de janeiro de 2013. Ashanti lançou sua primeira música em quatro anos, "Never Too Far Away". Ashanti também confirmou via sua conta no Twitter que a música estará em seu quinto álbum, mas não é seu primeiro single. Ashanti anunciou o título do primeiro single de seu quinto álbum de estúdio. Em 2015, ela anunciou que vem trabalhando em novas músicas para o seu sexto álbum Chapter VI para ser lançado em 2016. Em 2 de dezembro, Ashanti lançou seu novo single "Let's Go" no iTunes.

## Características musicais

### Influências
Quando jovem Ashanti foi influenciada pelos artistasː Whitney Houston, Janet Jackson, Prince, Madonna, Tupac Shakur, Mary J. Blige, Ella Fitzgerald, Smokey Robinson, Donna Summer, e Blue Magic, mas ela cita a cantora norte-americana Mary J. Blige como a principal razão pela qual o fez quer seguir a carreira de cantora.
"Eu não quero cantar canções únicas lentas e eu não queria sair 'cuspindo rimas'. Mas Mary J. Blige colocou esses conceitos juntos. Ela abriu o caminho, e agora eu estou seguindo o meu próprio caminho."

### Voz e Estilo Musical
A voz de Ashanti é classificada como Soprano, A revista People refere sua voz como "bonita" e seu soprano como "sensual". Seu estilo musical é classificado como Hip-hop soul ,um subgênero do R&B contemporâneo. Jason Birchmeier da AllMusic observou sua reputação por usar sua em duetos com rapper's como Big Pun, Fat Joe e principalmente Ja Rule.

## Vida pessoal
Ashanti ja namorou o rapper americano Nelly, Ashanti conheceu rapper Nelly numa conferência de imprensa para os Grammy Awards 2003, em 1 de janeiro de 2003. Ashanti e Nelly terminaram seu relacionamento de nove anos em dezembro de 2012.

## Discografia

### Álbuns de estúdio
- Ashanti (2002)
- Chapter II (2003)
- Concrete Rose (2004)
- The Declaration (2008)
- Braveheart (2013)

### Outros álbuns
- 7 Series Sampler (2003)
- Ashanti's Christmas (2003)
- Can't Stop (2004)
- Collectables by Ashanti (2005)
- The Vault (2009)

## Filmografia

### Filmes
| Ano  | Filme                        | Papel        | Notas                 |
| ---- | ---------------------------- | ------------ | --------------------- |
| 2004 | Bride and Prejudice          | Ela mesma    | Participação especial |
| 2005 | The Muppets' Wizard of Oz    | Dorothy Gale | Filme para a TV       |
| 2005 | Coach Carter                 | Kyra         |                       |
| 2006 | John Tucker Must Die         | Heather      |                       |
| 2007 | Resident Evil: Extinction    | Betty        |                       |
| 2013 | Christmas in the City        | Teanna Musk  | Filme para a TV       |
| 2014 | Mutant World                 | The Preacher |                       |
| 2016 | Mothers and Daughters        | Kelly        |                       |
| 2017 | Stuck                        | Eve          | [ 27 ]                |
| 2019 | Winter Song                  | Clio         |                       |
| 2021 | Honey Girls                  | Fancy G      |                       |
| 2022 | A New Diva’s Christmas Carol | Aphrodite    | Filme para a TV       |

### Televisão
- What Kids Want To Know About Sex and Growing Up (1992)
- Sabrina, the Teenage Witch (2002)
- Buffy the Vampire Slayer (2003)
- WrestleMania XIX (Opening: America the Beautiful) (2003
- Pepsi Smash (Commercial) (2003)
- Punk'd (2004)
- Oxygen: Custom Concert (2004)
- Las Vegas (TV series) (2005)
- 2007 World Series (Opening: 'God Bless America') (2007)
- NFL Thanksgiving Day game CBS (Opening: 'National Anthem') (2007)
- BET Awards Nomination Special "I Wanna Thank My Mama" (host) (2008)
- Extreme Makeover: Home Edition (2010)
- Army Wives (2013)
- Law & Order: SVU (2013)
- Unforgettable (2015)
- Dynasty (2020)

Teatro
- The Wiz (2009)

## Prêmios e indicações

### Principais Prêmios

#### Grammy Award
| Ano  | Categoria                         | Gênero  | Título                   | Resultado |
| ---- | --------------------------------- | ------- | ------------------------ | --------- |
| 2003 | Best New Artist                   | General | "Ashanti"                | Nomeado   |
| 2003 | Best Contemporary R&B Album       | R&B     | "Ashanti"                | Ganhou    |
| 2003 | Best Rap/Sung Collaboration       | Rap     | "Always on Time"         | Nomeado   |
| 2003 | Best Rap/Sung Collaboration       | Rap     | "What's Luv"             | Nomeado   |
| 2003 | Best Female R&B Vocal Performance | R&B     | "Foolish"                | Nomeado   |
| 2004 | Best Female R&B Vocal Performance | R&B     | "Rain on Me"             | Nomeado   |
| 2004 | Best R&B Song                     | R&B     | "Rock Wit U (Awww Baby)" | Nomeado   |
| 2004 | Best Contemporary R&B Album       | R&B     | Chapter II               | Nomeado   |